# Epiechinus pumilus
Epiechinus pumilus är en skalbaggsart som beskrevs av Thérond 1959. Epiechinus pumilus ingår i släktet Epiechinus och familjen stumpbaggar. Inga underarter finns listade i Catalogue of Life.